# Condado de Trigg
O Condado de Trigg é um dos 120 condados do estado americano de Kentucky. A sede do condado é Cadiz, e sua maior cidade é Cadiz. O condado possui uma área de 1 246 km² (dos quais 98 km² estão cobertos por água), uma população de 12 597 habitantes, e uma densidade populacional de 11 hab/km² (segundo o censo nacional de 2000). O condado foi fundado em 1820. O condado proíbe a venda de bebidas alcoólicas.